# 14624 Prymachenko
14624 Prymachenko è un asteroide della fascia principale. Scoperto nel 1998, presenta un'orbita caratterizzata da un semiasse maggiore pari a 2,6998636 UA e da un'eccentricità di 0,1263271, inclinata di 6,48141° rispetto all'eclittica.
L'asteroide è intitolato alla pittrice folcloristica ucraina Marija Prymačenko.